# Viện Hàn lâm Khoa học và Công nghệ Việt Nam
Viện Hàn lâm Khoa học và Công nghệ Việt Nam (tiếng Anh: Vietnam Academy of Science and Technology, viết tắt là VAST) là cơ quan thuộc Chính phủ, thực hiện chức năng nghiên cứu cơ bản về khoa học tự nhiên và phát triển công nghệ; cung cấp luận cứ khoa học cho công tác quản lý khoa học, công nghệ và xây dựng chính sách, chiến lược, quy hoạch phát triển kinh tế, xã hội; đào tạo nhân lực khoa học, công nghệ có trình độ cao theo quy định của pháp luật.
Trụ sở chính của viện đặt tại số 18, đường Hoàng Quốc Việt, phường Nghĩa Đô, quận Cầu Giấy, thành phố Hà Nội.

## Tổ chức
1. Ban Tổ chức - Cán bộ và Kiểm tra
2. Ban Kế hoạch - Tài chính
3. Ban Hợp tác quốc tế
4. Ban Ứng dụng và Triển khai công nghệ
5. Văn phòng
6. Viện Toán học
7. Viện Vật lý
8. Viện Hoá học
9. Viện Cơ học
10. Viện Sinh học
11. Viện Các Khoa học Trái đất
12. Viện Hải dương học
13. Viện Khoa học công nghệ Năng lượng và Môi trường
14. Viện Khoa học vật liệu
15. Viện Công nghệ thông tin
16. Viện Khoa học sự sống
17. Viện Công nghệ tiên tiến
18. Trung tâm Vũ trụ Việt Nam
19. Trung tâm Nghiên cứu và Phát triển công nghệ cao
20. Trung tâm Dữ liệu và Thông tin khoa học
21. Bảo tàng Thiên nhiên Việt Nam
22. Nhà xuất bản Khoa học tự nhiên và Công nghệ
23. Học viện Khoa học và Công nghệ
24. Trường Đại học Khoa học và Công nghệ Hà Nội

## Hoạt động
Ngày 26 tháng 2 năm 2025, Thủ tướng Chính phủ ký ban hành Nghị định số 38/2025/NĐ-CP quy định chức năng, nhiệm vụ, quyền hạn và cơ cấu tổ chức của Viện Hàn lâm Khoa học và Công nghệ Việt Nam. Theo đó, Viện Hàn lâm Khoa học và Công nghệ Việt Nam là cơ quan thuộc Chính phủ, thực hiện chức năng nghiên cứu cơ bản về khoa học tự nhiên và phát triển công nghệ; cung cấp luận cứ khoa học cho công tác quản lý khoa học, công nghệ và xây dựng chính sách, chiến lược, quy hoạch phát triển kinh tế, xã hội; đào tạo nhân lực khoa học, công nghệ có trình độ cao theo quy định của pháp luật
Viện Hàn lâm KH&CNVN thực hiện những nhiệm vụ, quyền hạn cụ thể sau đây :
1. Về chiến lược, chương trình, quy hoạch, kế hoạch:
a) Trình Chính phủ, Thủ tướng Chính phủ chiến lược phát triển, các chương trình, kế hoạch dài hạn, 05 năm và hằng năm, các dự án, đề án quan trọng của Viện Hàn lâm Khoa học và Công nghệ Việt Nam và tổ chức thực hiện sau khi được phê duyệt;
b) Tham gia thẩm định trình độ công nghệ, xét duyệt luận chứng kinh tế - kỹ thuật các công trình trọng điểm, quan trọng của Nhà nước và của các địa phương theo sự phân công của cơ quan nhà nước có thẩm quyền;
c) Quyết định các dự án đầu tư thuộc thẩm quyền của Viện Hàn lâm Khoa học và Công nghệ Việt Nam theo quy định của pháp luật.
2. Về nghiên cứu khoa học và phát triển công nghệ:
a) Nghiên cứu cơ bản về các lĩnh vực khoa học tự nhiên, phát triển công nghệ và đổi mới sáng tạo trong các lĩnh vực như: Toán học; vật lý; hóa học; sinh học; công nghệ sinh học; công nghệ thông tin; điện tử, tự động hoá; công nghệ vũ trụ; khoa học vật liệu; đa dạng sinh học và các chất có hoạt tính sinh học; khoa học trái đất; khoa học sự sống; khoa học và công nghệ biển; môi trường và năng lượng; dự báo, phòng, chống và giảm nhẹ thiên tai;
b) Nghiên cứu tổng hợp các nguồn tài nguyên thiên nhiên, điều kiện tự nhiên và môi trường;
c) Triển khai, ứng dụng và chuyển giao các kết quả nghiên cứu khoa học, công nghệ;
d) Đề xuất và chủ trì thực hiện các nhiệm vụ khoa học và công nghệ trọng điểm cấp quốc gia theo phân công của cơ quan nhà nước có thẩm quyền;
đ) Tuyên truyền, phổ biến kiến thức, kết quả nghiên cứu khoa học và phát triển công nghệ đáp ứng yêu cầu phát triển thị trường khoa học, công nghệ.
3. Về thực hiện dịch vụ công:
a) Tổ chức triển khai thực hiện các dịch vụ công được Chính phủ giao theo quy định của pháp luật;
b) Kiểm tra, giám sát việc tổ chức thực hiện dịch vụ công đối với các đơn vị trực thuộc theo quy định của pháp luật.
4. Quyết định và chỉ đạo việc thực hiện chương trình cải cách hành chính theo mục tiêu và nội dung chương trình cải cách hành chính nhà nước đã được Thủ tướng Chính phủ phê duyệt.
5. Đào tạo nhân lực khoa học và công nghệ trình độ cao; tổ chức đào tạo đại học và sau đại học về khoa học tự nhiên và công nghệ trong phạm vi chức năng, nhiệm vụ được giao theo quy định của pháp luật.
6. Tư vấn các chiến lược, quy hoạch, kế hoạch, chính sách, chương trình và dự án phát triển khoa học và công nghệ quan trọng trong phạm vi chức năng được giao theo yêu cầu của Chính phủ, Thủ tướng Chính phủ.
7. Về hợp tác quốc tế:
a) Thực hiện hợp tác quốc tế về khoa học và công nghệ theo quy định của pháp luật;
b) Đề xuất việc ký, sửa đổi, bổ sung, gia hạn, chấm dứt hiệu lực điều ước quốc tế, tạm đình chỉ việc thực hiện điều ước quốc tế theo quy định của pháp luật;
c) Tổ chức thực hiện các điều ước quốc tế theo sự phân công của Thủ tướng Chính phủ;
d) Ký kết, sửa đổi, bổ sung, gia hạn thỏa thuận quốc tế, chấm dứt hiệu lực, tạm đình chỉ thực hiện thỏa thuận quốc tế nhân danh Viện Hàn lâm Khoa học và Công nghệ Việt Nam theo quy định của pháp luật;
đ) Tổ chức thực hiện và kiểm tra việc thực hiện các chương trình, dự án quốc tế tài trợ theo quy định của pháp luật;
e) Tổ chức, tham gia các hội nghị, hội thảo, chương trình, kế hoạch hợp tác quốc tế theo quy định của pháp luật;
g) Tổ chức hợp tác nghiên cứu và liên kết đào tạo về khoa học và công nghệ với các tổ chức quốc tế, các viện nghiên cứu và trường đại học nước ngoài theo quy định của pháp luật.
8. Về chế độ thông tin, báo cáo:
a) Tổ chức công tác thông tin, tuyên truyền, phổ biến các nhiệm vụ chính trị, chính sách, chế độ và pháp luật của Nhà nước thuộc ngành, lĩnh vực được giao;
b) Thực hiện chế độ báo cáo với Thủ tướng Chính phủ hoặc Bộ trưởng quản lý ngành, lĩnh vực theo quy định của pháp luật;
c) Báo cáo và cung cấp thông tin động đất, cảnh báo sóng thần với cơ quan có thẩm quyền theo quy định.
9. Xây dựng cơ sở dữ liệu lớn về các lĩnh vực khoa học tự nhiên phục vụ ứng dụng và đổi mới sáng tạo theo quy định.
10. Về tổ chức bộ máy:
a) Phối hợp với Bộ Khoa học và Công nghệ trình Chính phủ quyết định thành lập mới, tổ chức lại, giải thể, đổi tên các tổ chức, đơn vị thuộc cơ cấu tổ chức của Viện Hàn lâm Khoa học và Công nghệ Việt Nam theo quy định của pháp luật;
b) Quản lý về tổ chức, bộ máy, số lượng viên chức và người lao động, vị trí việc làm; quyết định luân chuyển, điều động, bổ nhiệm, miễn nhiệm, từ chức, cách chức, biệt phái, đào tạo, bồi dưỡng, khen thưởng, kỷ luật, thôi việc, nghỉ hưu, chế độ tiền lương và các chính sách đãi ngộ đối với viên chức và người lao động thuộc Viện Hàn lâm Khoa học và Công nghệ Việt Nam quản lý theo quy định;
c) Thực hiện cơ chế tự chủ theo quy định của pháp luật.
11. Về quản lý tài chính, tài sản:
a) Xây dựng dự toán ngân sách hằng năm, kế hoạch tài chính - ngân sách 03 năm và kế hoạch đầu tư công trung hạn trình cơ quan nhà nước có thẩm quyền phê duyệt theo quy định của pháp luật;
b) Quản lý tài chính, tài sản được giao của Viện Hàn lâm Khoa học và Công nghệ Việt Nam theo quy định của pháp luật.
12. Thực hiện các nhiệm vụ, quyền hạn khác do Chính phủ, Thủ tướng Chính phủ giao.

## Lịch sử
Phát triển khoa học công nghệ là một chủ trương lớn mà Đảng và Nhà nước ta đặc biệt quan tâm. Trước năm 1970, Đảng và Nhà nước đã có chủ trương xây dựng một Trung tâm khoa học của cả nước và quyết định xây dựng Viện Khoa học Tự nhiên. Ngay trong thời gian gian chống Mỹ một số cơ sở nghiên cứu được tiến hành thành lập như viện Toán học, viện Vật lý, viện Nghiên cứu biển. Năm 1970 các viện trên và nhiều đơn vị nghiên cứu khác được tập hợp lại thành Trung tâm nghiên cứu khoa học, thuộc Uỷ ban Khoa học và Kỹ thuật Nhà nước (nay là Bộ Khoa học và Công nghệ). Ngày 20 tháng 5 năm 1975 Hội đồng Chính phủ (nay là Chính phủ) có nghị định số 118/CP thành lập Viện Khoa học Việt Nam trên cơ sở Trung tâm này.
Viện Khoa học Việt Nam là cơ quan thuộc Hội đồng Chính phủ có nhiệm vụ: "Nghiên cứu các các vấn đề khoa học kỹ thuật có tầm quan trọng về mặt kinh tế, những vấn đề tổng hợp liên quan đến nhiều ngành, những vấn đề phải tích luỹ số liệu trong nhiều năm để qua điều tra, khảo sát rút ra các quy luật nhằm góp phần giải quyết những nhiệm vụ kinh tế quan trọng lâu dài, những vấn đề khoa học cơ bản để làm cơ sở cho việc phát triển nền khoa học của cả nước…"
- Ngày 20 tháng 9 năm 1977 Hội đồng chính phủ (nay là Chính phủ) có Quyết định số 265/CP thành lập phân viện Khoa học trực thuộc Viện Khoa học Việt Nam tại TP Hồ Chí Minh [5].
- Ngày 22 tháng 5 năm 1993 Thủ tướng Chính phủ có Nghị định số 24/CP thành lập Trung tâm Khoa học Tự nhiên và Công nghệ Quốc gia trên cơ sở tổ chức lại viện Khoa học Việt Nam[6].
- Ngày 16 tháng 1 năm 2004, Chính phủ có Nghị định số 27/2004/NĐ-CP quy định chức năng, nhiệm vụ, quyền hạn và cơ cấu tổ chức của Viện KH&CN Việt Nam. Theo Nghị định này thì Trung tâm Khoa học Tự nhiên và Công nghệ Quốc gia được đổi thành Viện Khoa học và Công nghệ Việt Nam[7].
- Ngày 12 tháng 5 năm 2008, Thủ tướng Chính phủ ký ban hành Nghị định số 62/2008/NĐ-CP quy định chức năng, nhiệm vụ, quyền hạn và cơ cấu tổ chức của Viện Khoa học và Công nghệ Việt Nam[8].
- Ngày 25/12/2012, Chính phủ đã ban hành Nghị định 108/2012/NĐ-CP quy định chức năng, nhiệm vụ, quyền hạn và cơ cấu tổ chức của Viện Hàn lâm Khoa học và Công nghệ Việt Nam[9].
- Ngày 15/2/2017, Chính phủ đã ban hành Nghị định 60/2017/NĐ-CP quy định chức năng, nhiệm vụ, quyền hạn và cơ cấu tổ chức của Viện Hàn lâm Khoa học và Công nghệ Việt Nam[10].
- Ngày 24/12/2022, Chính phủ đã ban hành Nghị định 106/2022/NĐ-CP quy định chức năng, nhiệm vụ, quyền hạn và cơ cấu tổ chức của Viện Hàn lâm Khoa học và Công nghệ Việt Nam[11].
- Ngày 26/2/2025, Chính phủ đã ban hành Nghị định 38/2025/NĐ-CP quy định chức năng, nhiệm vụ, quyền hạn và cơ cấu tổ chức của Viện Hàn lâm Khoa học và Công nghệ Việt Nam[12].

## Lãnh đạo Viện Hàn lâm Khoa học và Công nghệ Việt Nam qua các thời kỳ
| TT | Tên             | Ngày sinh           | Ngày mất            | Đảm nhiệm từ           | Thời gian tại nhiệm |
| -- | --------------- | ------------------- | ------------------- | ---------------------- | ------------------- |
| 1  | Trần Đại Nghĩa  | 13 tháng 9 năm 1913 | 9 tháng 8 năm 1997  | 20/5/1975 - 29/7/1983  | 8 năm, 70 ngày      |
| 2  | Nguyễn Văn Hiệu | 21 tháng 7 năm 1938 | 23 tháng 1 năm 2022 | 29/7/1983 - 10/11/1994 | 11 năm, 104 ngày    |
| 3  | Đặng Vũ Minh    | 11 tháng 9 năm 1946 |                     | 10/11/1994 - 1/2/2008  | 13 năm, 83 ngày     |
| 4  | Châu Văn Minh   | 11 tháng 2 năm 1961 |                     | 1/2/2008 - nay         | 17 năm, 60 ngày     |

## Lãnh đạo Viện
Lãnh đạo Viện hiện tại gồm Chủ tịch và ba Phó Chủ tịch 
- Chủ tịch Viện
  - GS.TS Viện sĩ. UVTW Đảng Châu Văn Minh [14]
- Các Phó Chủ tịch Viện
  - GS.TS. Chu Hoàng Hà
  - GS.TS. Lê Trường Giang
  - GS.TS Trần Tuấn Anh

## Công trình nghiên cứu
- Động vật chí Việt Nam

- Thực vật chí Việt Nam